# Serhij Kostiuczenko
Serhij Pyłypowycz Kostiuczenko (ukr. Сергій Пилипович Костюченко, ur. 1905 w Kijowie, zm. 1984) – radziecki i ukraiński polityk, I sekretarz Komitetu Obwodowego KP(b)U w Żytomierzu (1949–1951).
Od 1929 w WKP(b), w latach 1937–1938 I sekretarz rejonowego komitetu KP(b)U, w latach 1938-1949 przewodniczący Komitetu Wykonawczego Rady Obwodowej w Czernihowie. Od 28 stycznia 1949 do 23 września 1952 członek KC KP(b)U, przez dwa lata (1941–1943) pełnomocnik Rady Wojskowej, w latach 1949–1951 I sekretarz Komitetu Obwodowego KP(b)U w Żytomierzu. W latach 1951–1952 słuchacz kursów przy KC WKP(b), przez rok (1952–1953) inspektor KC KPU, w latach 1953–1955 szef głównego zarządu organizacji naboru robotników przy Radzie Ministrów Ukraińskiej SRR, w latach 1955–1967 I zastępca szefa tego zarządu. W latach 1967–1971 zastępca przewodniczącego Państwowego Komitetu Rady Ministrów Ukraińskiej SRR ds. wykorzystywania rezerw robotniczych, następnie na emeryturze. 7 lutego 1939 odznaczony Orderem Lenina.